# Balkan brass
El Balkan brass es un género musical originario de Serbia denominado Truba (serbio cirílico: Труба, "trompeta") en donde predominan el instrumento de viento metal en acordes rápidos e intensos.

## Grupos de Balkan Brass
- Boban Marković
- Goran Bregović
- Kočani Orkestar
- Fanfare Ciocarlia
- Fejat Sejdić
- Bojan Ristić
- Zlatne Uste
- Slavic Soul Party!
- Raya Brass Band
- Slonovski Bal

## Películas relacionadas
- Time of the Gypsies (Dom za vešanje), 1988, Emir Kusturica
- Underground, 1995, Emir Kusturica
- Gato negro, gato blanco, 1998, Emir Kusturica
- Borat, 2006
- Trumpets' Republic, 2006, Stefano Missio y Alessandro Gori
- Guca!, 2006, Dusan Milic